# جي بي واست-فرنسا 2011
جي بي واست-فرنسا 2011 (بالإنجليزية: 2011 GP Ouest-France) هو سباق دراجات هوائية أقيم بتاريخ 28 أغسطس 2011، تكون السباق من مرحلة واحدة وامتدّ لمسافة 248.3 كم بسرعة 37.94 كم/س، استغرق السباق 6 ساعة 32 دقيقة 40 ثانية. فاز به السلوفيني قريقا بولي وحلّ ثانيا الأسترالي سيمون جيرانس بينما حصل على المركز الثالث الفرنسي توماس فوكلر.

## الترتيب
| م                     | الدرّاج       | البلد    | الزمن                    |
| --------------------- | ------------ | -------- | ------------------------ |
| الفائز بالترتيب العام | قريقا بولي   | سلوفينيا | 6 ساعة 32 دقيقة 40 ثانية |
| الثاني                | سيمون جيرانس | أستراليا |                          |
| الثالث                | توماس فوكلر  | فرنسا    |                          |